# Арсений Берски
Арсений (на гръцки: Αρσένιος, Арсениос) е православен духовник, митрополит на Вселенската патриаршия.

## Биография
Арсений е известен като берски митрополит от кондиката на метеорския манастир „Свето Преображение Господне“. Георгиос Хионидис смята, че това е митрополитът, който според традицията загива при обсадата на Бер от османските турци.